# Anadenanthera peregrina
Espèce
Synonymes
- Acacia angustiloba DC.[1] [2]
- Acacia microphylla Willd.[1] [2]
- Acacia niopo (Willd.) Kunth[1] [2]
- Acacia peregrina (L.) Willd.[1] [2]
- Anadenanthera peregrina var. peregrina[2]
- Anadenanthera peregrina (Benth.) Reis[1]
- Inga niopo Willd.[1] [2]
- Mimosa acacioides Benth.[1] [2]
- Mimosa niopo (Willd.) Poir.[1] [2]
- Mimosa parvifolia Poir.[1] [2]
- Mimosa peregrina L.[1]
- Niopa peregrina (L.) Britton & Rose[2]
- Piptadenia niopo (Willd.) Spruce[2]
- Piptadenia peregrina (L.) Benth.[2]

Anadenanthera peregrina, appelé localement yopo, est une espèce de plantes à fleurs de la famille des Fabacées. C'est un arbre originaire d'Amérique du Sud.

## Description
C'est un arbre de taille moyenne à l'écorce sombre et épaisse, dont les feuilles ressemblent à celles des acacias.
Les fruits sont des gousses dont les graines entrent dans la composition de poudres traditionnelles hallucinogènes qualifiées d'enthéogènes. La poudre hallucinogène préparée à partir des graines s'appelle aussi « yopo ». La fabrication de cette poudre s'effectue également à partir d'autres espèces d'Anadenanthera.

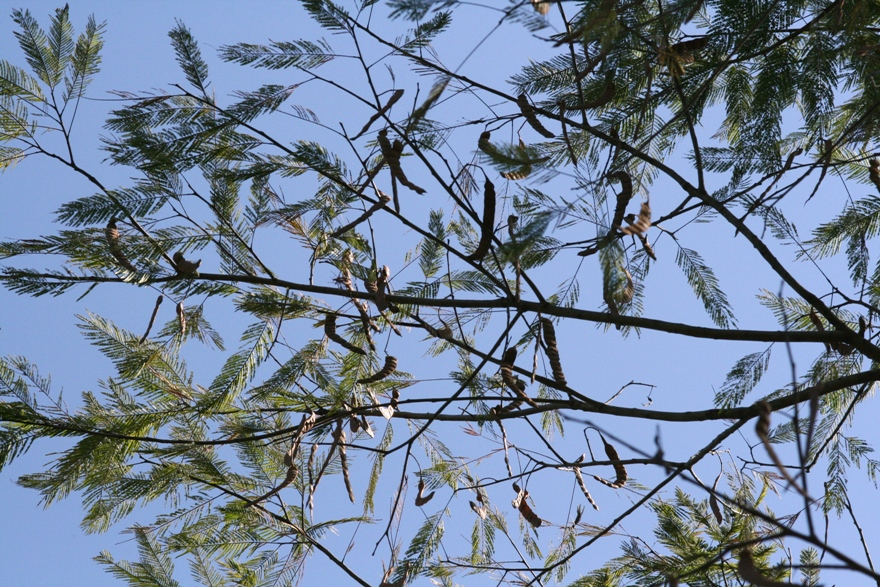
Branchage et gousses.
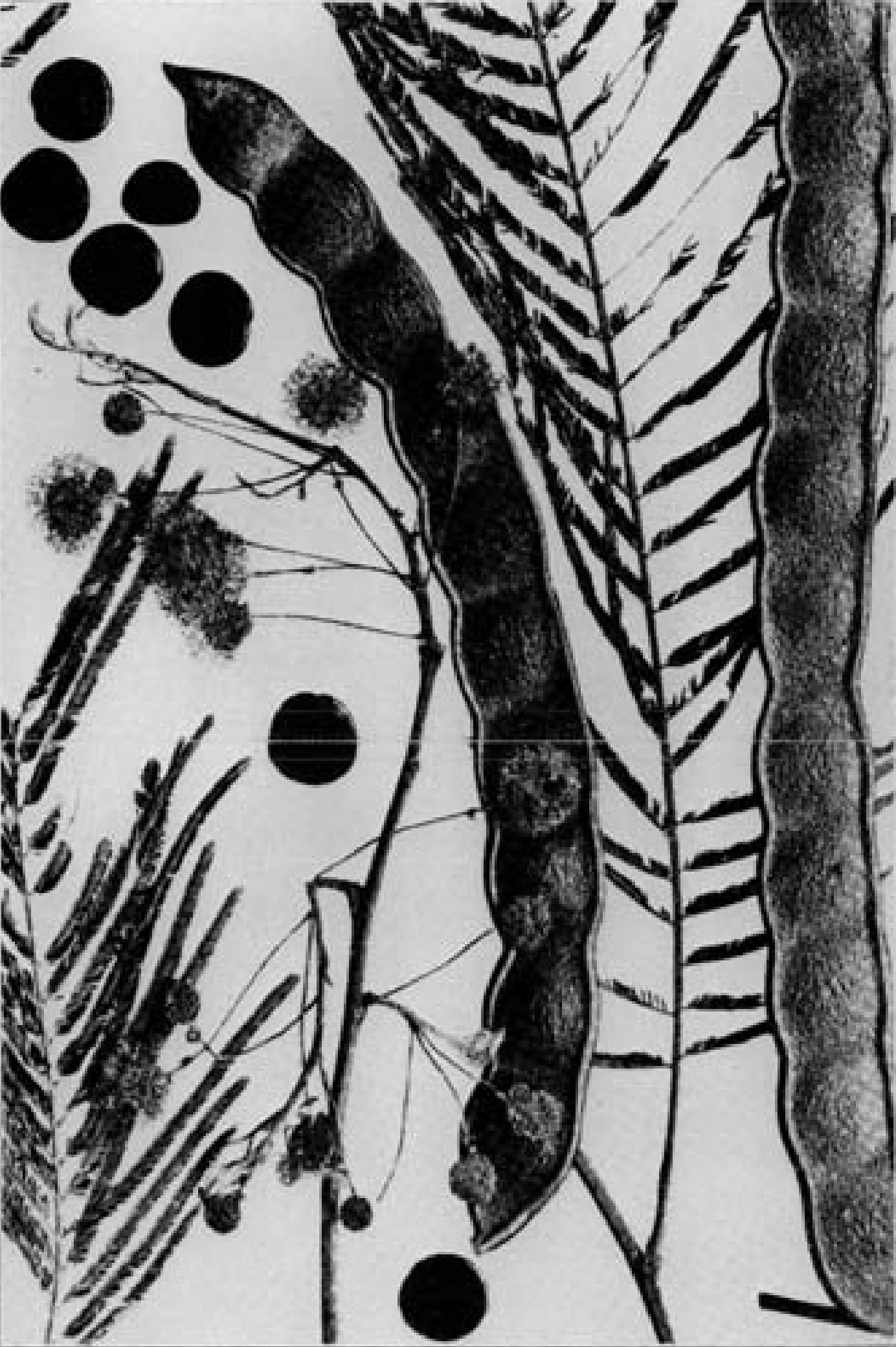
Détail des feuilles et graines.
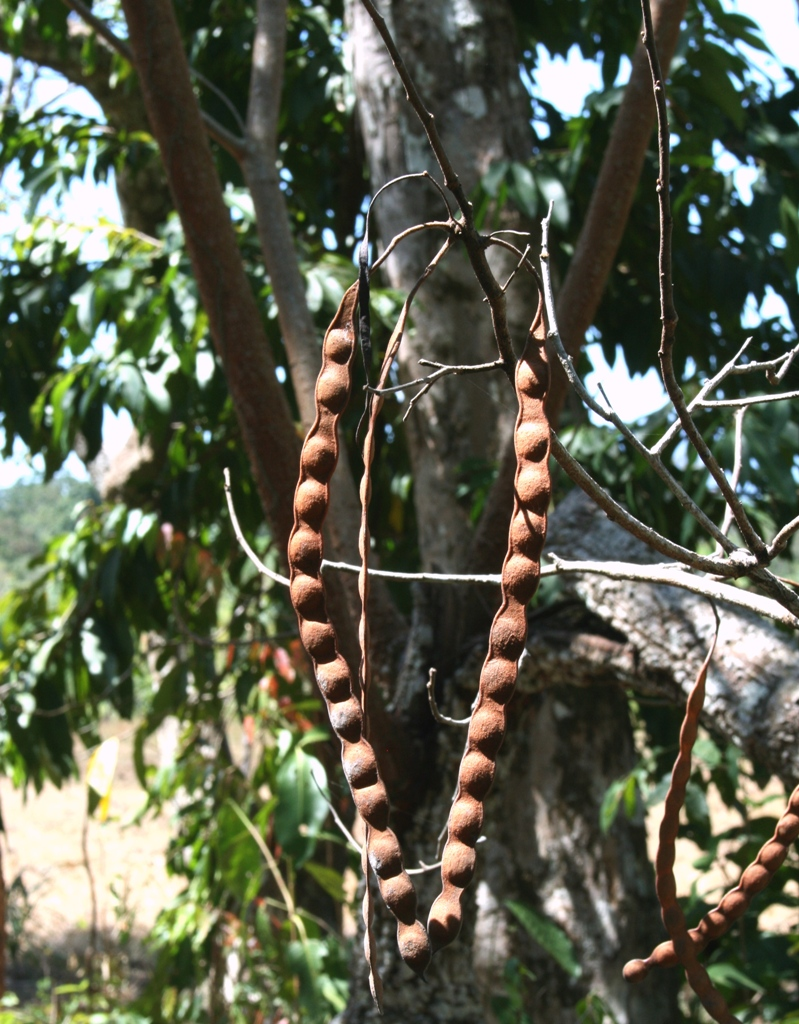
Fruit.
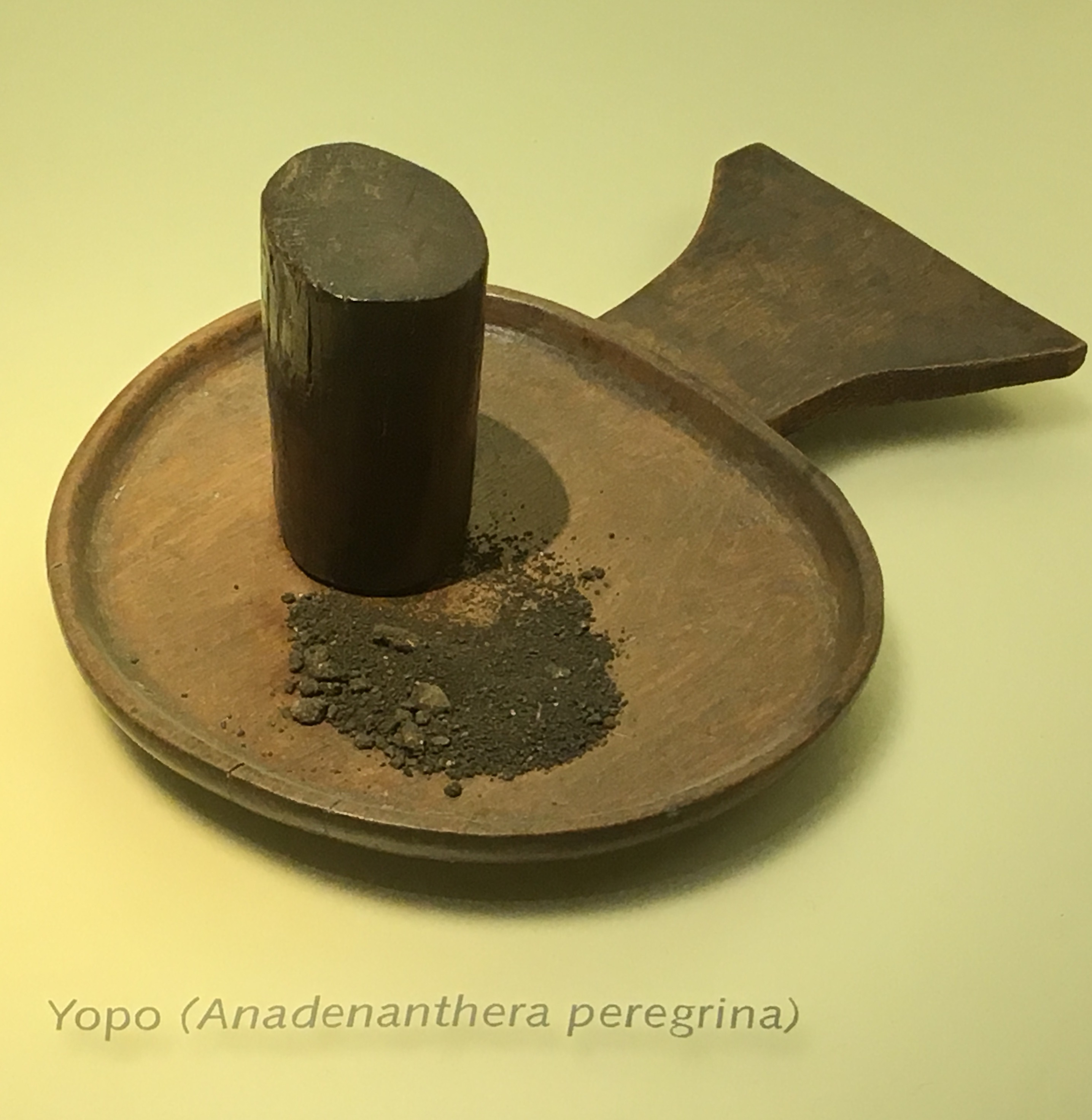
Yopo.

### Liste des variétés
Selon Catalogue of Life (14 janvier 2017) :
- variété Anadenanthera peregrina var. falcata
- variété Anadenanthera peregrina var. peregrina

## Répartition
Il pousse dans les plaines des Llanos, dans le bassin de l'Orénoque en Colombie et au Venezuela, dans les forêts de l'ancienne Guyane britannique et au Brésil dans les prairies de la région du Rio Branco ainsi que dans le bassin inférieur du rio Madeira.

## Le yopo comme poudre à priser
La poudre est connue sous différents noms en fonction des régions et des groupes ethniques, voire de sa composition : yopa, yupa, cojoba, cohoba, kohobba, niopo, nopo. Yopo est généralement utilisé pour Anadenanthera peregrina et cebil, vilca ou huillca pour Anadenanthera colubrina et Anadenanthera colubrina var. cebil.
Sa préparation varie d'un groupe ethnique à l'autre, elle est surtout utilisée chez les Otomaques.
Ainsi, selon José Gumilla dans son ouvrage El Orinoco ilustrado y defendido paru en 1741, la poudre s'obtient en broyant les cosses, puis en les mélangeant avec des coquilles - d'escargot notamment - jetées dans le feu afin d'être réduites à l'état de chaux, le tout étant ensuite réduit en fine poudre.
Selon Alexander von Humboldt, les cosses sont cassées et mises à macérer dans de l'eau où elles fermentent. Quand les graines sont attendries et noires, elles sont pilées en petites boulettes qui sont mélangées avec de la farine de manioc et la chaux des coquilles d'escargot. Le tout étant de nouveau réduit en fine poudre.
D'autres modes de préparation existent, où la poudre s'obtient à partir des graines grillées, pétries avec de la farine et du calcaire, transformées en galettes qui sont ensuite réduites en poudre.
La poudre se prise et, selon la tradition, il est même courant qu'elle soit insufflée par un tiers.
Dans certaines ethnies, les graines sont broyées puis fumées.

### Historique
La première publication en référence à une poudre préparée à partir de Anadenanthera peregrina date de 1511 dans la compilation consacrée au Nouveau Monde de Pierre Martyr, où il la décrit comme « une herbe toxique si puissante que ceux qui en prennent en perdent conscience ».
L'utilisation du yopo est signalée dès le XVe siècle sous le nom de cohoba aux Antilles où elle est alors confondue avec du tabac à priser jusqu'au début du XXe siècle.
La première description de l'utilisation du yopo vient de l'explorateur allemand Alexander von Humboldt en 1801.
Il est probable que le yopo était déjà utilisé par des tribus d'Amérique du Sud entre 400 et 100 ans avant J.-C.

### Pharmacologie
Les graines contiennent environ 1 % d'alcaloïdes à noyau chimique de type indole, du groupe des tryptamines dont la diméthyltryptamine (DMT), la bufoténine et la méthoxy-N,N-diméthyltryptamine.
À faibles doses, le yopo est psychostimulant et peut parfois être consommé quotidiennement. À doses plus fortes, c'est un hallucinogène considéré comme enthéogène.